# Кучерявка Друмонда
Кучерявка Друмонда (Ulota drummondii) — вид мохів порядку прямоволосникальних (Orthotrichales).

## Поширення
Батьківщиною є Європа, Північна Америка, Азія.
Населяє гілочки та стовбури хвойних і листяних дерев, густі прибережні ліси; низькі висоти.

## Характеристика
Рослини 0.5–1.2 см. Стебла прямовисні. Стеблові листки зігнуті, ланцетні, 1.7–3.7 мм; основа яйцеподібна; краї рівні або злегка загнуті; верхівка тупа. Статевий стан автоіктичний. Коробочкові ніжки 5–5.5 мм. Коробочка циліндрична і звужена біля гирла, коли зріла, від веретеноподібної до веретеноподібно-циліндричної, коли старі та сухі, 1.7–3.2 мм, сильно 8-ребриста на 1/2–2/3 довжини, гирло невелике, значно менше, ніж середина коробочки. Спори 21–24 мкм.